# Grigori Jeremejewitsch Jewdokimow

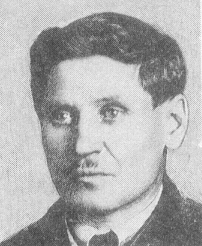
Grigori Jewdokimow

Grigori Jeremejewitsch Jewdokimow (russisch Григорий Еремеевич Евдокимов; * Oktober 1884 im Ujesd Pawlodar; † 25. August 1936 in Moskau) war ein sowjetischer Politiker.
Jewdokimow gehörte zu Lenins führenden Revolutionären. Er war Mitglied des Zentralkomitees der KPdSU und Leiter der Hauptverwaltung Milchwirtschaft des Volkskommissariats für Lebensmittelindustrie.
Er wurde am 8. oder 9. Dezember 1934, wenige Tage nach der Ermordung von Sergei Kirow, verhaftet. Im ersten Moskauer Prozess wurde Jewdokimow angeklagt, Mitglied des sogenannten „trotzkistisch-sinowjewistischen terroristischen Zentrums“ zu sein. Stalin versprach den Angeklagten, dass ihre Leben verschont werden, sollten sie ein volles Geständnis ablegen. Beim Prozess bezeichnete Jewdokimow sich selbst und seine Mitangeklagten als „Banditen, Mörder, Faschisten, Gestapo-Agenten“ und gab an, dass das Schicksal der Arbeiterklasse in den Händen Stalins sei, den er als „genialen und heiß geliebten Führer“ bezeichnete. Dieses Geständnis entsprach allerdings einem 1956 in Auftrag gegebenen Rehabilitationsgutachten zufolge nicht der Wahrheit. Das Gericht verurteilte ihn am 24. August 1936 zusammen mit allen 15 weiteren Angeklagten dieses Prozesses zum Tode. Die Erschießung der Verurteilten erfolgte unmittelbar darauf.